# Amallectis
Amallectis is een geslacht van vlinders van de familie bladrollers (Tortricidae).

## Soorten
- A. anaxia Gates Clarke, 1968
- A. devincta Meyrick, 1917
- A. frangula Gates Clarke, 1968
- A. nephelodes Gates Clarke, 1968
- A. penai Gates Clarke, 1968